# Latris pacifica
Latris pacifica és una espècie de peix pertanyent a la família dels làtrids.

## Descripció
- Pot arribar a fer 69,2 cm de llargària màxima.
- 19-20 espines i 40-44 radis tous a l'aleta dorsal i 3 espines i 32-37 radis tous a l'anal.
- 17-19 radis a l'aleta pectoral.
- 24-25 vèrtebres.[4][5]

## Hàbitat
És un peix marí i batipelàgic que viu entre 100 i 300 m de fondària.

## Distribució geogràfica
Es troba al Pacífic sud: Pitcairn.

## Observacions
És inofensiu per als humans.